# 나카야마 미호
나카야마 미호(中山 美穂, 1970년 3월 1일~2024년 12월 6일)는 일본의 가수이자 배우이다. 나가노현에서 태어나 도쿄도 고가네이시에서 자랐으며, 소속사는 빅 애플이다.
2002년 6월 음악가이자 소설가인 쓰지 히토나리와 결혼했다가 2014년 7월 이혼했다. 동생은 배우인 나카야마 시노부이다.

## 작품

### 드라마
- 1987년: 《마마는 아이돌》
- 1990년: 《졸업》
- 1996년: 《맛있는 관계》
- 1998년: 《잠자는 숲》
- 2000년: 《2000년의 사랑》
- 2001년: 《러브 스토리》
- 2001년: 《홈 & 어웨이》
- 2014년: 《플라토닉》

### 영화
- 1985년: 《비밥 하이스쿨》
- 1995년: 《러브 레터》 - 와타나베 히로코 / 후지이 이츠키 (여) 역
- 1991년: 《波の数だけ抱きしめて》 (파도의 수만큼 안아줘)
- 2010년: 《사요나라 이츠카》 - 토우코 역
- 2013년: 《새 구두를 사야해》
- 2018년: 《나비잠》 - 료호 역
- 2018년: 《마멀레이드 보이》
- 2019년: 《사랑노래: 약속의 나쿠히토》 - 하시노 사에코 역
- 2020년: 《라스트 레터》 - 사카에 역
- 2022년: 《사형에 이르는 병》 - 카케이 에리코 역

## 음반 목록

### 싱글
- 1985년: “비밥 하이스쿨 (ビー・バップ・ハイスクール)”
- 1988년: “You're My Only Shinin' Star”
- 1992년: “世界中の誰よりきっと” (with WANDS)
- 1994년: “I Just Feel Like Crying (ただ泣きたくなるの)”

## 가족
- 여동생 나카야마 시노부
- 아들(2004년생)
- 츠지 히토나리(2002년 결혼, 2014년 이혼)